# (9394) Manosque
(9394) Manosque (1994 PV16) – planetoida z pasa głównego asteroid okrążająca Słońce w ciągu 4,49 lat w średniej odległości 2,72 j.a. Odkryta 10 sierpnia 1994 roku.